# 7107 Peiser
7107 Peiser este un asteroid din centura principală de asteroizi.

## Descriere
7107 Peiser este un asteroid din centura principală de asteroizi. A fost descoperit pe 15 august 1980 la Observatorul Kleť de Antonín Mrkos. Asteroidul prezintă o orbită caracterizată de o semiaxă mare de 2,30 ua, o excentricitate de 0,15 și o înclinație de 9,2° în raport cu ecliptica.